# Jeremiah Smith
Jeremiah Smith (interpretato da Roy Thinnes) è un personaggio della serie tv X-Files.
È un clone ibrido, membro della resistenza contro il Consorzio. Come tutti gli extraterrestri colonizzatori, ha capacità di guarigione e mutaforma. Nell'aprile 1996 ha salvato la vita di molte persone a seguito di una sparatoria in un fast food, in Il guaritore. È una persona calma e composta il cui unico scopo è la felicità umana e, contrariamente al suo popolo, ammira l'amore tra gli esseri umani.
Pare che sia uno dei sei cloni che hanno lavorato alla Social Security Administration in diversi stati, per la catalogazione genetica del popolo americano, che serve a colonizzare la Terra quando si sarà sviluppata la tecnica di ibridazione della specie umana. Ma Smith condanna totalmente il progetto che "toglie la libertà degli uomini sotto la maschera della democrazia", e lo tradisce mostrando a Mulder alcuni componenti del progetto e guarendo le persone con un potere che hanno tutti gli extraterrestri colonizzatori, ma non dev'essere usato sulla Terra.
Smith, che ha lavorato a Washington, DC, è stato catturato dal Consorzio, ma ha guarito il cancro ai polmoni dell'Uomo che Fuma in cambio della libertà. Smith è libero, ma ancora perseguito dalla ABH. Mulder e Scully l'hanno salvato dal Cacciatore di taglie alieno perché salvasse la vita alla madre di Mulder, che aveva appena subito un ictus. Smith ha portato Mulder in Canada e gli ha mostrato una piantagione del Consorzio dove si coltiva il polline di un virus mortale che le api raccolgono, ed i senza lingua o cloni (compresi quelli Samantha Mulder invecchiati di dieci anni) lavorano per il Consorzio. Smith sfugge al Cacciatore di taglie lasciando Mulder da solo.
Smith riemerge nel 2001, nel Montana, tra i membri di un culto basato sulla convinzione che l'apocalisse è vicina e sarà causata dagli alieni. Aiuta il leader del culto, Absalom, a guarire i restituiti rapiti. Scully si rende conto che è coinvolto dopo aver osservato la notevole guarigione degli addotti e il fatto che qualcuno è apparso a cambiare la loro comparsa su un video di sicurezza. Al momento del misterioso ritorno di Mulder, Scully cerca Smith per guarirlo, ma lui è stato rapito da un UFO che è apparso sul campo, poi è stato presumibilmente eliminato a bordo della nave. (" Questo non è Happening ")